# رجینا بارزیلای
رجینا بارزیلای (به انگلیسی: Regina Barzilay) (متولد ۱۹۷۰) دانشمند رایانه اسرائیلی-آمریکایی است. او استاد مؤسسه فناوری ماساچوست و سرپرست هیئت علمی هوش مصنوعی در کلینیک ام‌آی‌تی جامل است. علایق تحقیقاتی او در پردازش زبان طبیعی و کاربردهای یادگیری عمیق در شیمی و سرطان‌شناسی است.

## دوران اولیه زندگی و تحصیل
بارزیلای در کیشیناو ، مولداوی به دنیا آمد و در سن ۲۰ سالگی به همراه والدینش به اسرائیل مهاجرت کرد.  او مدرک کارشناسی و کارشناسی ارشد خود را به ترتیب در سال ۱۹۹۳ و ۱۹۹۸ از دانشگاه بن گوریون نقب دریافت کرد. او در سال ۲۰۰۳ دکترای علوم رایانه را از دانشگاه کلمبیا برای تحقیقات زیر نظر کاتلین مک کیون دریافت کرد.

## حرفه و تحقیقات
پس از دکترا، او یک سال را در دانشگاه کرنل به عنوان محقق پسادکتری گذراند. او در سال ۲۰۱۶ به عنوان استاد مهندسی برق و علوم رایانه دلتا الکترونیک در مؤسسه فناوری ماساچوست منصوب شد. او در سال ۲۰۱۴ به سرطان سینه مبتلا شد، که او را بر آن داشت تا تحقیقاتی در زمینه سرطان‌شناسی انجام دهد. بارزیلای در سال ۲۰۱۷ برنده بورسیه مک‌آرتور شد.
برای پایان نامه دکترای خود در دانشگاه کلمبیا، او توسعه پروژه خبرساز (Newsblaster) را رهبری کرد، که داستان‌های منابع خبری مختلف را به عنوان یک موضوع اصلی تشخیص می‌داد، و سپس عناصر داستان‌ها را برای ایجاد یک خلاصه بازنویسی می‌کرد.
در زبان‌شناسی محاسباتی، بارزیلای الگوریتم‌هایی ایجاد کرد که حاشیه‌نویسی‌ها را از زبان‌های رایج (مثلا انگلیسی) یاد می‌گرفت تا زبان‌هایی را که کمتر فهمیده می‌شد تحلیل کند.
بارزیلای به دلیل تجربه‌اش با سرطان سینه، از یادگیری ماشینی در سرطان‌شناسی استفاده می‌کند. او با پزشکان و دانشجویان همکاری می‌کند تا مدل‌های یادگیری عمیق را ابداع کند که از تصاویر، متن و داده‌های ساختاریافته برای شناسایی روندهایی که بر تشخیص زودهنگام، درمان و پیشگیری از بیماری‌ها تأثیر می‌گذارند، استفاده می‌کند.

## کلینیک ام‌آی‌تی جمیل
در سال ۲۰۱۸، بارزیلای به عنوان سرپرست هیئت علمی برای هوش مصنوعی در کلینیک جدید ام‌آی‌تی جمیل، یک مرکز تحقیقاتی در زمینه علوم بهداشتی هوش مصنوعی، از جمله تشخیص بیماری، داروپژوهی و توسعه تجهیزات پزشکی منصوب شد. در سال ۲۰۲۰، او بخشی از تیمی بود - به همراه پروفسور جیمز ج. کالینز، سرپرست دانشکده ام‌آی‌تی جمیل - که کشف را از طریق یادگیری عمیق هالیسین، اولین ترکیب آنتی‌بیوتیک جدید برای ۳۰ سال، اعلام کرد که بیش از ۳۵ باکتری قوی از جمله مقاومت آنتی‌بیوتیک به ضد میکروبی، ابر میکروب سی.دیفیسل و دو تا از سه باکتری مرگبار سازمان جهانی بهداشت را از بین ‌می‌برد. در سال ۲۰۲۰، کالینز، بارزیلای و کلینیک ام‌آی‌تی جمیل نیز از طریق پروژه جسورانه برای گسترش کشف هالیسین در استفاده از هوش مصنوعی برای پاسخ به بحران مقاومت آنتی‌بیوتیکی از طریق توسعه کلاس‌های جدید آنتی‌بیوتیک‌ها، بودجه دریافت کردند.